# Все попереду (фільм)
«Все попереду» (рос. «Всё впереди») — білоруський радянський художній фільм 1990 року режисерів Миколи Бурляєва та Рене Вотьє. Екранізація роману Василя Бєлова.

## Сюжет
Не витримавши зради дружини у відрядженні за кордоном і негараздів на роботі, талановитий учений спивається, очищається і стає сільським жителем, повертаючись до своїх витоків...

## У ролях
- Борис Невзоров
- Володимир Гостюхін
- Сергій Сазонтьев
- Аристарх Ліванов
- Лариса Удовиченко
- Олександр Пороховщиков
- Тетяна Конюхова
- Сергій Смирнов
- Віка Юдицька

## Творча група
- Сценарій: Микола Бурляєв
- Режисер: Микола Бурляєв, Рене Вотьє
- Оператор: Анатолій Заболоцький
- Композитор: Андрій Головін